# Hella Kovac
Hella Kovac nota anche come Hella Strecker (Vienna, 10 novembre 1911 – Cannes, 1999) è stata una tennista jugoslava successivamente austriaca.

## Biografia
Nacque in Austria ma rappresentò per la prima parte della carriera la Jugoslavia, si sposò con Anton Strecker nel 1941 e da quel momento iniziò a competere con il cognome da coniugata e sotto la bandiera austriaca. A livello Slam avanzò fino al terzo turno del singolare sia al Roland Garros che a Wimbledon, nel doppio femminile invece giocò la finale degli Internazionali di Francia 1939 in coppia con Alice Florian uscendone sconfitta da Jadwiga Jędrzejowska e Simonne Mathieu.
Sempre nel 1939 raggiunse la finale al German Open dove si arrese a Hilde Sperling, dopo l'interruzione dall'agonismo causata dallo scoppio della seconda guerra mondiale tornò in campo e nel 1951 si avventurò in finale al torneo di Monte Carlo dove venne eliminata in due set combattuti da Zsuzsa Körmöczy. L'ultimo risultato degno di nota lo ottenne a Wimbledon 1953 quando, già quarantenne, giunse al terzo turno dove venne sconfitta da Erika Vollmer.

## Finali nei tornei del Grande Slam

### Doppio

#### Finali perse (1)
| Anno | Torneo                            | Superficie  | Compagna      | Avversarie in finale                 | Punteggio |
| 1939 | Internazionali di Francia, Parigi | Terra rossa | Alice Florian | Jadwiga Jędrzejowska Simonne Mathieu | 5–7, 5–7  |